# 長崎県壱岐病院
長崎県壱岐病院（ながさきけんいきびょういん, Nagasaki Prefecture Iki Hospital）は、長崎県壱岐市郷ノ浦町東触にある医療機関。長崎県病院企業団が設置運営する公立の病院である。

## 概要
歴史
1895年（明治28年）に設置された「壱岐石田郡立病院」を前身とする。2005年（平成17年）に現在地に移転を完了し、「壱岐市民病院」に改称の上開院した。2015年（平成27年）に壱岐市から長崎県病院企業団に運営が移り、「長崎県壱岐病院」となった。
診療科
17科
内科、消化器科、循環器科、呼吸器科、外科、小児科、産婦人科、眼科、耳鼻咽喉科、整形外科、精神科、皮膚科、泌尿器科、脳神経外科、放射線科、リハビリテーション科、麻酔科
病床数
228床（精神病床50、結核病床6、感染症病床数4、一般病床120、療養病床48）
施設
- 建築面積 - 3,939m²
- 延べ面積 - 12,194m²
- 鉄筋コンクリート造 地上4階、地下1階
  - 4階 - 療養病棟、精神科病棟、地域医療連携室、図書室、作業療法室、屋外訓練スペース
  - 3階 - 整形外科系病棟、内科系（内科・小児科・感染症・結核）病棟、集中治療室
  - 2階 - 混合（外科・産婦人科・泌尿器科・眼科）病棟、腎センター（人工透析）、手術室、分娩室、管理棟
  - 1階 - 待合ホール、受付、会計、薬局、各科外来診療室、救急処置室、検査室、放射線科、リハビリテーション室、事務室、売店（生活彩花（ポプラグループ）[注釈 2]）、検診室
  - 地下1階 - 栄養管理室、厨房、中央監視室、霊安室

指定・認定
- 救急告示病院（救急指定病院）
- 二次救急輪番制病院
- 災害拠点病院

教育研修
以下の病院の協力施設となっている。
- 福岡市民病院
- 聖路加国際病院
- 国立病院機構関門医療センター
- 北里大学病院
- 山口大学医学部附属病院
- 九州大学病院
- 国立病院機構長崎医療センター

## 沿革
前史
- 1893年（明治26年）12月 - 郡立病院設置協議会が開催される。
- 1894年（明治27年）6月 - 壱岐石田郡立病院が設置される。勝本に分院、芦辺・印通寺・湯ノ本に出張所を置く。
- 1895年（明治28年）1月 - 「壱岐石田郡立病院」が開院し、診療を開始。初代院長は牧田源太郎。田河村芦辺に出張所を設置。
- 1896年（明治29年）4月1日 - 石田郡が壱岐郡に編入され、「壱岐郡立病院」に改称。
- 1923年（大正12年）- 郡制の廃止により、壱岐総村組合に業務が移管され「壱岐公立病院」に改称。
- 1944年（昭和19年）- 日本医療団に接収される。
- 1948年（昭和23年）3月 - 壱岐島内各町村の共同事務処理を目的に、壱岐郡町村組合が設立され、日本医療団から病院業務が移管される。
- 1956年（昭和31年）1月5日 - 伝染病棟が完成。
- 1958年（昭和33年）4月1日 - 附属看護婦養成所を開設。
- 1960年（昭和35年）1月17日 - 精神病棟が完成。
- 1964年（昭和39年）- 本館改築工事が完了（郷ノ浦町本村触682番地）。病床を180床設置。
- 1981年（昭和56年）4月 - 壱岐郡町村組合が壱岐広域圏町村組合に改編される。
- 2003年（平成15年）12月18日 - 郷ノ浦町東触（現在地）に移転地が決定し、新病棟の建設が始まる。
- 2004年（平成16年）4月1日 - 4町合併により壱岐市が発足。業務が壱岐広域圏町村組合から壱岐市に移管される。

正史
- 2005年（平成17年）
  - 3月末 - 現在地に新病棟が完成。
  - 5月1日 - 「壱岐市民病院」に改称。開院式を挙行。
  - 5月6日 - 新病棟で診療を開始。人工透析装置を新設。
- 2013年（平成25年）
  - 4月1日 - かたばる病院を統合。
  - 5月 - 脳神経外科の外来を開設。長崎医療センター協力のもと月1回、第4金曜日に開設。
- 2015年（平成27年）
  - 4月1日 - 経営が壱岐市から長崎県病院企業団に移り、「長崎県壱岐病院」（現在名）に改称[1]。
  - 7月 - リウマチ・膠原病外来を開設。

旧・かたばる病院
- 1941年（昭和16年）10月1日 - 「壱岐陸軍病院」が設置される。
- 1945年（昭和20年）12月1日 - 「国立療養所壱岐病院」に改称。
- 1954年（昭和29年）- 放火で大部分が焼失。
- 1955年（昭和30年）- 再建。
- 1986年（昭和61年）1月9日 - 厚生省、再編合理化に関する全体計画発表の中で、壱岐・対馬・小浜の国立療養所が経営移譲対象施設とする。
- 2004年（平成16年）3月1日 - 国立病院等の再編成に伴う特別措置に関する法律により厚生労働省より無償で壱岐市に譲渡され、「壱岐市立かたばる病院」と改称。
  - 所在地は郷ノ浦町片原触2510番地
- 2005年（平成17年）5月1日 - 壱岐市民病院の開院に伴い、一般病床20床と結核病床6床を移譲。
- 2013年（平成25年）3月31日 - 壱岐市民病院に統合され、閉院。

## 交通アクセス
- 壱岐交通　「壱岐病院」バス停
- 長崎県道173号郷ノ浦芦辺線